# Fala śmierci
Fala śmierci (ang. Killer Wave) – amerykańsko-kanadyjski film katastroficzny z 2007 roku w reżyserii Bruce'a McDonalda. Wyprodukowany przez wytwórnię Muse Entertainment Enterprises.
Premiera filmu miała miejsce 10 stycznia 2007 roku w Wielkiej Brytanii oraz 5 sierpnia w Stanach Zjednoczonych.

## Opis fabuły
John McAdams (Angus Macfadyen), pisarz i ekspert w dziedzinie ekologii, ustala, że fale zagrażające wybrzeżom Stanów Zjednoczonych zostały wywołane celowo. Tymczasem ginie inny naukowiec zajmujący się tą sprawą. Okazuje się, że fale powstają w wyniku wybuchów podwodnych pocisków jądrowych.

## Obsada
Źródło: Filmweb
- Angus Macfadyen jako John McAdams
- Karine Vanasse jako Sophie Marleau
- Louis Philippe Dandenault jako Marlon Clark
- John Robinson jako Frank Brisick
- Tom Skerritt jako Victor Bannister
- Stephen McHattie jako Edgard Powell
- Ellen David jako Annabelle
- Bruce Dinsmore jako Jackson Wilcord
- Christopher Heyerdahl jako Stanley Schiff
- Andreas Apergis jako Aslan Bukhari
- Anna Hopkins jako Mel
- Vlasta Vrana jako Heinz Litchner
- Linda Smith jako Olivia McPhee

i inni